# Axonopus magallanesiae
Axonopus magallanesiae là một loài thực vật có hoa trong họ Hòa thảo. Loài này được Gir.-Cañas mô tả khoa học đầu tiên năm 2000.